# Thumelinia winstoni
Thumelinia winstoni är en insektsart som beskrevs av Rentz, D.C.F. 2001. Thumelinia winstoni ingår i släktet Thumelinia och familjen vårtbitare. Inga underarter finns listade i Catalogue of Life.